# 執行導演
執行導演是指影視作品在拍攝階段有兩名或以上聯合導演時，其中負責現場拍攝工作的那位導演，因此執行導演又被稱為「現場導演」，並且在拍攝現場掌握著每個镜頭的通過權。
執行導演有時會被誤看成劇組中的副導演，而不是導演，但其實在劇組人員中執行導演被視為導演。在中國大陸、台灣、香港、澳門、新加坡等地以中文放映的相關影視作品例子包括：錢國偉執行導演《美人魚》、陳嘉上執行導演《三人世界》，以及連奕琦執行導演《左耳》，等等。

## 注意事項
- 執行導演（Executive Director）不同於副導演（Assistant Director，AD），通常为導演的分身，负责指挥一个分剧组的摄制工作。[7]